# Župnija Cerklje ob Krki
Župnija Cerklje ob Krki je rimskokatoliška teritorialna župnija Dekanije Leskovec Škofije Novo mesto.
Do 7. aprila 2006, ko je bila ustanovljena Škofija Novo mesto, je bila župnija del Nadškofije Ljubljana.

## Sakralni objekti
| #  | Slika                     | Cerkev                          | Kraj            |
| -- | ------------------------- | ------------------------------- | --------------- |
| 1. | Klikni za spremembo slike | Cerkev sv. Marka                | Cerklje ob Krki |
| 2. | Klikni za spremembo slike | Cerkev sv. Mohorja in Fortunata | Krška vas       |